# Ellen-Heidi Hebestreit
Ellen-Heidi Hebestreit, geb. Fischer (* 25. November 1941 in Wetzlar) ist eine deutsche Politikerin (CDU).
Nach einer Ausbildung im landwirtschaftlichen Untersuchungswesen studierte Hebestreit Haushalts- und Ernährungswissenschaften sowie Rechtswissenschaften. Sie war LtA, Ingenieur, wissenschaftliche Assistentin und in verschiedenen Unternehmen der Wirtschaft und Forschung tätig. Zuletzt war sie Hausfrau.
Hebestreit wurde 1982 Mitglied der CDU, bei der sie Schriftführerin, Pressesprecherin Mitglied des Landesverbandes der Frauenvereinigung Schleswig-Holstein, Kreisvorsitzende der Frauenvereinigung Pinneberg und Mitglied des Kreisvorstandes der CDU Pinneberg war. Ferner war sie Beisitzerin der 2. Kammer für Kriegsdienstverweigerung und Mitglied im Schenefelder Bürgerverein. Sie gehörte dem Landtag von Schleswig-Holstein in der kurzen 11. Wahlperiode an, die Ende 1987 begann und Mitte 1988 endete.